# Genèse de la guerre de Sécession
 (novembre 2007).
Les origines de la guerre de Sécession sont un ensemble complexe d'éléments historiques, sociaux et économiques qui ont conduit à un conflit de quatre ans — entre 1861 et 1865 — entre le Nord et le Sud des États-Unis.

## Les retombées économiques

### Des terres différentes
Les États-Unis s'étendaient à l'origine sur deux régions climatiques radicalement différentes.

#### Le Nord
Sur des latitudes comparables à celles de l'Europe moyenne et même méditerranéenne, le Nord-Est des États-Unis n'est pas réchauffé par un courant chaud comparable au Gulf Stream. Au contraire, il reçoit un courant froid venu du Groenland qui s'ajoute à la forte influence continentale pour produire des hivers froids et neigeux. L'été, chaud et pluvieux, permet par contre de bonnes récoltes.
En l'absence de sécheresse estivale, le débit fluvial reste important toute l'année, facteur économique important : le moulin à eau reste la première source d'énergie jusque vers 1870. En outre, le Nord est doté de richesses minières, surtout en charbon.

#### Le Sud

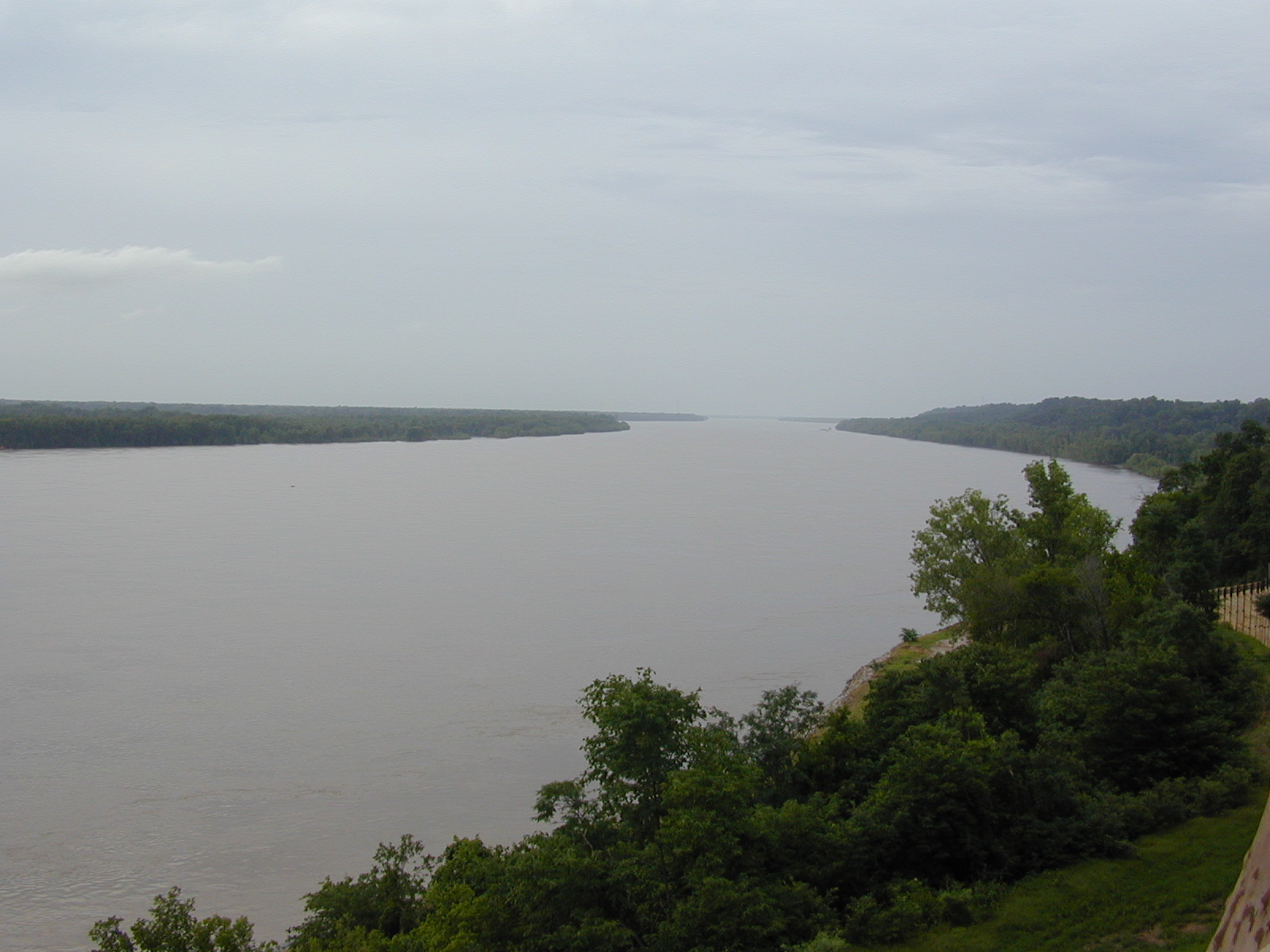
Le Mississippi à Natchez, Mississippi.

À partir de la Virginie, le climat devient plus chaud, voire subtropical dans les basses terres de Louisiane et de la Floride. Selon la conception de l'époque, cela prédispose à une agriculture de plantation, où le travail est fait par une main-d'œuvre d'origine africaine : tabac ou chanvre de la Virginie au Missouri, canne à sucre dans l'extrême sud, et surtout coton dans une dizaine d'États. C'est le Dixieland. Les fleuves, surtout l'immense Mississippi et ses affluents, et les voies ferrées, moins denses que dans le Nord, assurent l'exportation des récoltes.
Les marécages, alimentés par les crues des grands fleuves, servent parfois de refuge aux hors-la-loi, comme les Indiens Séminoles de Floride et les esclaves fugitifs. Pendant la guerre, la malaria et autres maladies endémiques décimeront les armées.
Cependant, à l'écart des voies de communication, les collines des Appalaches et des Ozarks sont peuplées de fermiers blancs, qui n'ont pas ou peu d'esclaves et se sentent délaissés par l'aristocratie des riches planteurs. Ils sont partagés entre le ressentiment envers les élites et la crainte d'être rabaissés au niveau des Noirs.

### Le retard industriel du Sud
Dans les années 1850, le Sud prit conscience de sa subordination économique envers le Nord. Le recensement de 1850 inquiéta de nombreux Sudistes. Au cours de la décennie précédente, la croissance démographique avait été de 20 % plus élevée dans les États du Nord que dans les États du Sud. Le manque de débouchés économiques semblait apporter une explication à cette réalité. Trois fois plus d'individus du Sud étaient allés s'installer dans le Nord que le contraire. Sept huitièmes des immigrants élisaient domicile dans le Nord. En 1840, seuls 14 % des canaux passaient par les États du Sud. En 1840, le Sud possédait 44 % des kilométrages ferroviaires de l'union mais en 1850, le rythme de construction plus rapide du Nord fit tomber ce pourcentage à 26 %. Les données concernant la production industrielle étaient aussi inquiétantes.
Avec 42 % de la population, les États du Sud ne détenaient que 20 % de la capacité de fabrication, sachant que cette proportion était déjà en baisse entre 1840 et 1850. Près de la moitié de ce capital industriel se regroupait dans les quatre États frontaliers.

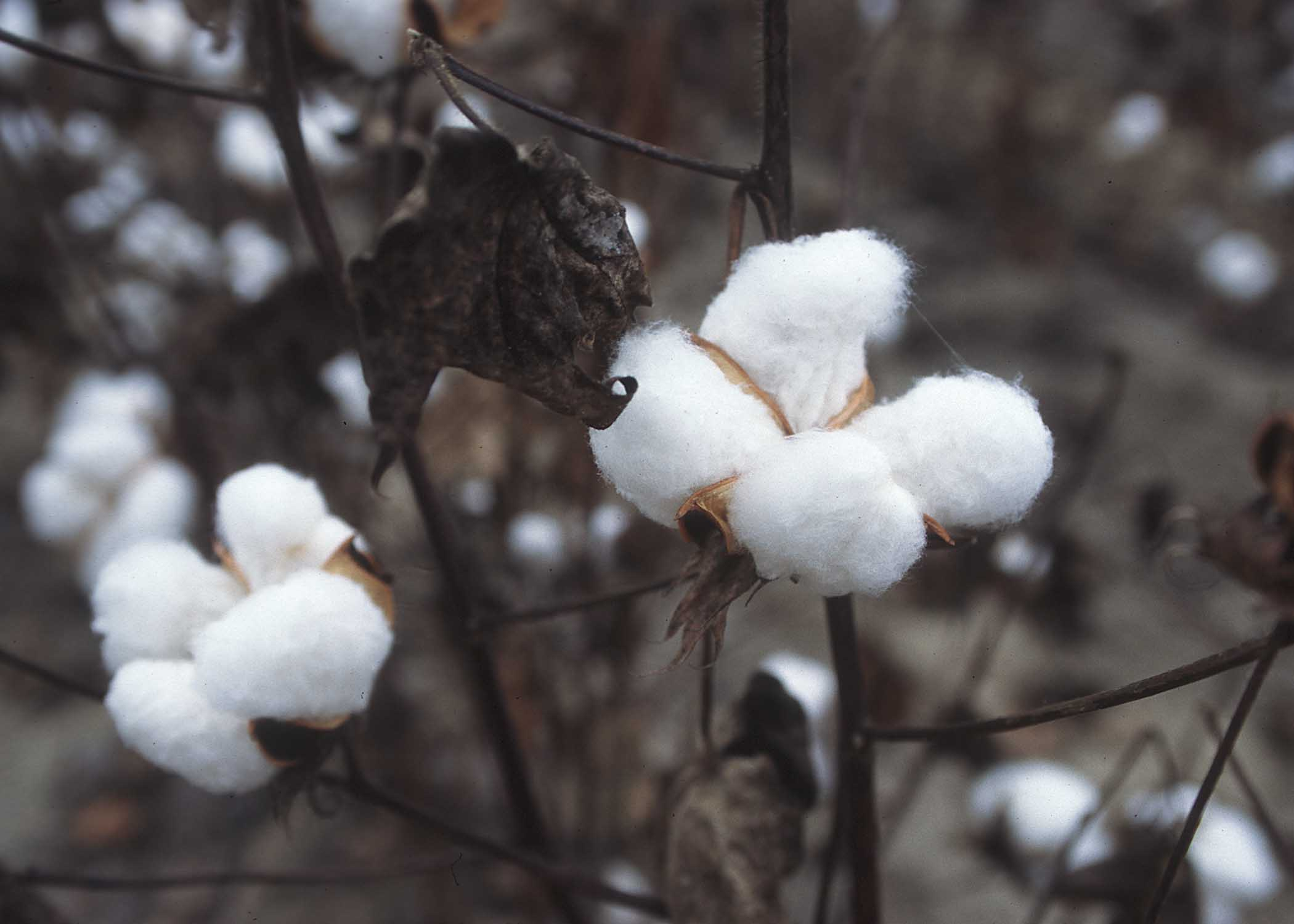
Un plant de coton.

Le secteur de l'économie sudiste vraiment florissant était l'agriculture. En 1850, le prix du coton était remonté pour atteindre presque le double des cours de 1840. Mais les États producteurs de coton ne conservaient même pas 5 % de leur production sur leurs territoires pour la fabrication de leurs textiles. Ils en exportaient 70 % à l'étranger et le reste se retrouvait dans les fabriques du Nord. Le sud devait donc ensuite importer les deux tiers de ces vêtements et autres produits manufacturés venant du Nord ou de l'étranger. De plus, 15 à 20 % du prix du coton brut bénéficiait à des « agents » qui organisaient pour les planteurs le crédit, l'assurance, le transport et le stockage du coton. Or, la plupart de ces agents étaient des représentants de firmes nordistes ou britanniques. Les frais qui accompagnaient le prix des marchandises importées étaient d'autant plus importants que généralement ces produits venus d'Europe étaient déchargés dans les ports du Nord, pour ensuite être acheminés vers le Sud par cabotage ou par voie de terre. Un éminent habitant de l'Alabama déclara en 1847 : « notre commerce tout entier, à l'exception d'une petite fraction, est aux mains des hommes du Nord »[réf. nécessaire]. Cette autocritique devint une litanie dans le Sud, comme le montre la ville de Mobile où les sept huitièmes des valeurs bancaires appartenaient à des agents économiques du Nord.
Les dirigeants du Sud, devant cette infériorité se lancèrent dans l'industrialisation. Le textile semblait une route toute tracée pour l'industrialisation du Sud. Juste après l'industrie, le principal instrument de salut du Sud devait être le chemin de fer.

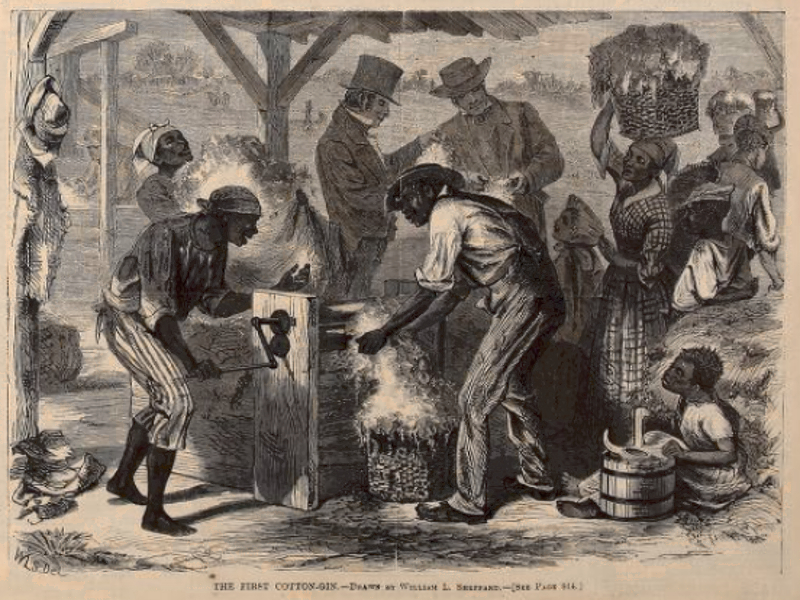
Égrenage du coton en 1869.

Le Sud fit, en effet, des progrès importants dans les années 1850. Les États du Sud multiplièrent leurs kilométrages ferroviaires par quatre. Les capitaux augmentèrent de 77 % excédant la croissance démographique, si bien que le taux d'investissements par habitant augmenta de 39 %. Même si la part des États du Sud dans le réseau ferroviaire national était passée à 37 %, elle représentait toujours moins qu'en 1840. En 1860, le Nord restait tout de même deux fois mieux équipé au niveau du nombre de kilomètres de voies ferrées.
Même si l'investissement industriel par habitant n'augmenta pas plus vite dans le Nord que dans le Sud, la population des États libres s'accrut plus vite, 40 % au Nord contre seulement 27 % dans le Sud. En particulier, l'effort tenté par les dirigeants du Sud dans l'industrie textile échoua : en 1850, la valeur du tissu de coton produit dans le Sud ne représentait que 10 % du total américain. Les banques, les firmes commerciales, les agents, les courtiers, les compagnies de transports nordistes continuaient à monopoliser le déplacement des marchandises dans le Sud.

### La croissance irrésistible du Nord
La période qui suivit le compromis de 1850 fut pour les États-Unis une véritable révolution démographique. Avec la guerre américano-mexicaine, les États-Unis continuèrent leur expansion territoriale. En 1850, les États-Unis sont un État-continent : la population connaît un grand rythme de croissance, et d’un recensement à l’autre les statistiques font des bonds. En 1790, on compte 4 millions de citoyens américains, en 1830, on en décompte 13 millions et en 1840, la population s'est accrue de 23 % avec plus de 16 millions de citoyens. La progression continue à s’accélérer avec 23 millions d'individus en 1850, pour atteindre 31 millions en 1860. En vingt ans, la population a doublé, rendant de fait nécessaire une profonde mutation des infrastructures de transport et de logistique marchande (transport des denrées alimentaires et des biens de consommation bruts ou finis). Cette révolution des transports va définitivement métamorphoser le visage de l’économie américaine.

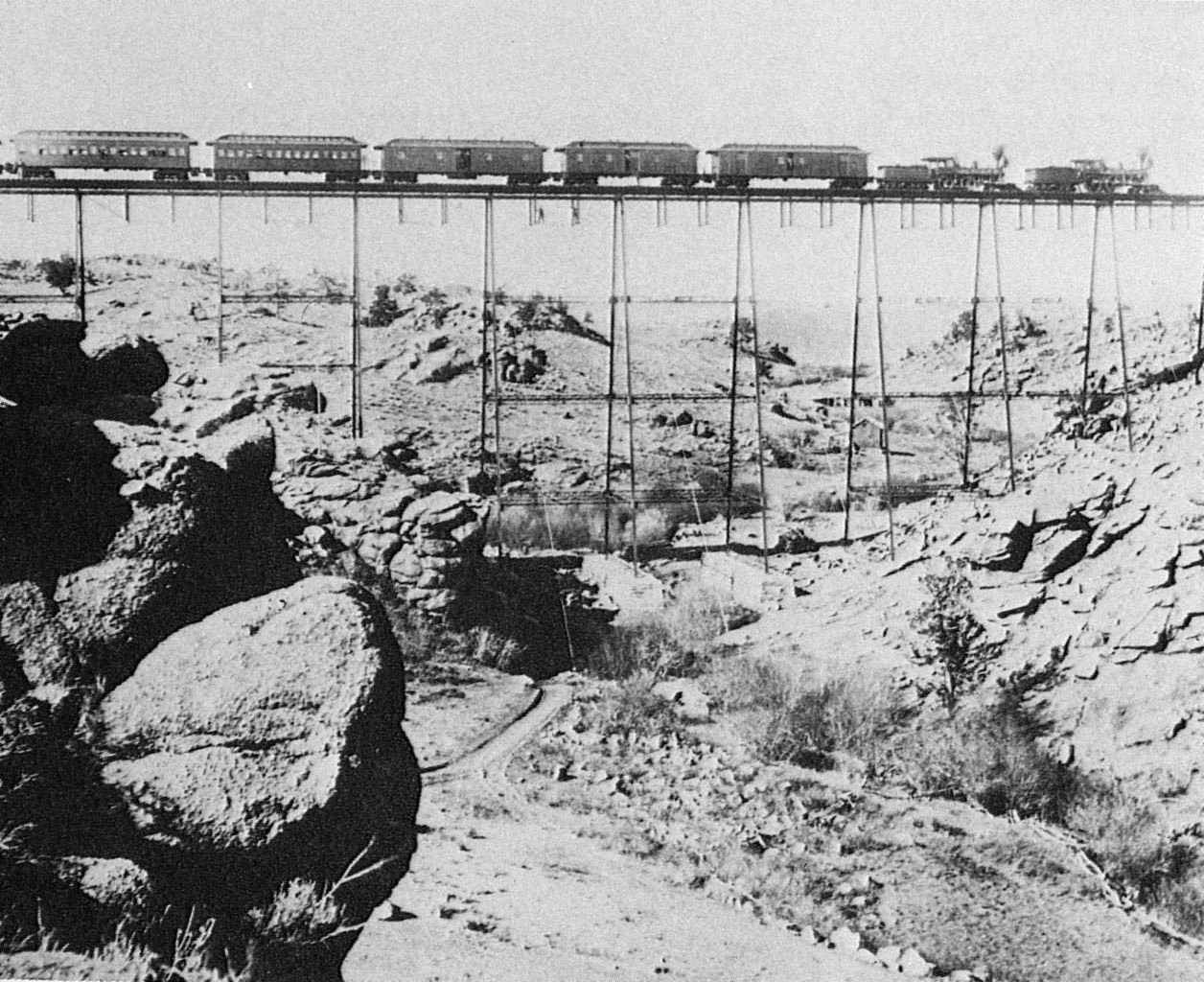
Une voie de chemin de fer aux États-Unis, années 1860.

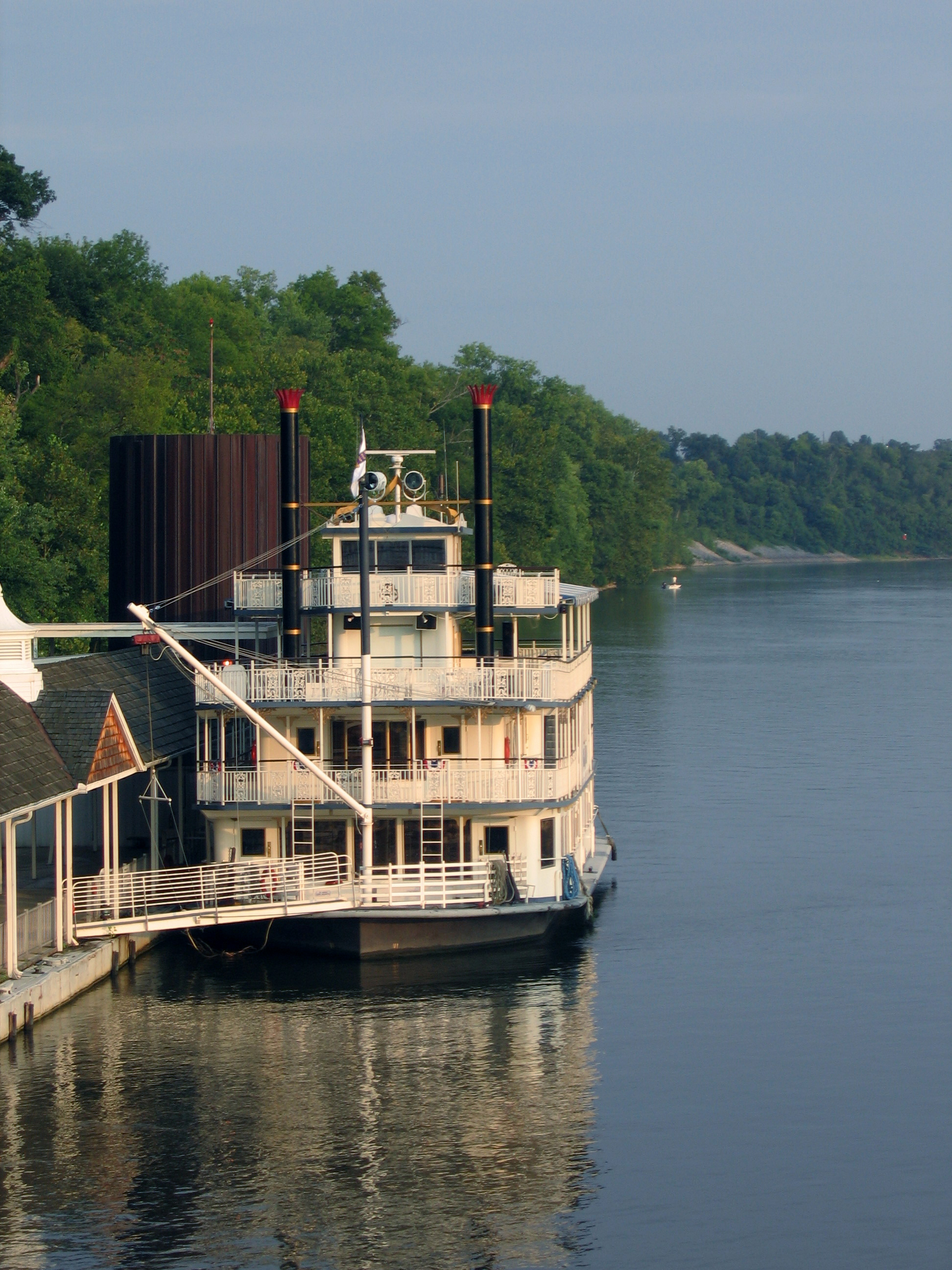
Bateau à vapeur.

Le chemin de fer et les bateaux à vapeur devinrent donc le moyen de développement et de mise en valeur du territoire. En 1850, les États-Unis avaient quatorze mille kilomètres de voies ferrées, et pouvaient se vanter d'avoir le plus vaste réseau du monde. Et ce réseau fut complété par trente mille nouveaux kilomètres de voies durant la décennie suivante.
L’exemple de Chicago illustre bien l’explosion économique que connurent les villes des États-Unis grâce aux trains. En effet, la population de la ville augmenta de 37,5 % au cours de la décennie 1840-1850. Le voyage de New York à Chicago passa de trois semaines à deux jours. Il ne fallait plus que cinq jours entre Cincinnati et New York pour le transport des marchandises. Le chemin de fer permit de nationaliser l’économie et de permettre l'établissement de contacts rapides et directs entre tous les points du pays. 

Désormais, il fallait produire plus car on ne vendait plus à ses voisins ou dans sa ville, mais on vendait à des villes lointaines, et même à d’autres états qui ne pouvaient pas produire ce que l'on faisait communément. Et cette spécialisation des cultures amena à s’équiper de manière nouvelle, il fallait désormais posséder des semoirs, des motoculteurs, des tondeuses et des moissonneuses. Les industries de machines agricoles étaient en plein essor et la demande était croissante. Dans les villes, des entrepreneurs réorganisaient et normalisaient la production de toute une variété de marchandises destinées à la vente en grosses quantités sur des marchés régionaux et finalement nationaux. Et cette remise en forme passait par diverses formes, mais d’une manière générale, un trait ressort : l’usine. Dès que la production demandait un minimum de mécanisation, on mécanisait au maximum et on regroupait l’activité sur un site, en spécialisant le plus possible les tâches.
Un des facteurs qui aida à cette mécanisation de l'industrialisation accélérée est le manque permanent de main-d’œuvre. Constamment, les immigrés arrivaient, mais très vite ils repartaient vers l’Ouest, laissant les places vacantes. Ces ouvriers étaient toujours non qualifiés, la mécanisation était donc nécessaire à cette économie prospère. 

Une autre raison vient expliquer cette industrialisation : l’abondance d’énergies (bois, énergie hydraulique et charbon).
La puissance économique du Nord vient aussi du fait qu’elle généra de nombreuses innovations. Les ingénieurs américains sont à l’origine de la standardisation des pièces dans l’outillage et l’armement, ce sont eux qui ont mis au point le système de réfrigération.
Plus de 96 % de la population adulte savait lire et écrire, les trois quarts des enfants entre 5 et 19 ans étaient inscrits dans les registres d’écoles et ils la fréquentaient plus de six mois par an. Le Sud restait à la traîne avec 80 % de la population blanche alphabétisée et un enfant sur trois inscrit à l’école, la fréquentant au moins 6 mois par an. Les esclaves, pour la très grande majorité, n’étaient pas alphabétisés.

## Des conceptions différentes

### Nord/Sud, deux immigrations, deux populations

#### Le Nord, une immigration permanente
Le Nord est très différent du Sud sur le plan de l’immigration. L'économie du Nord fait appel à la main-d'œuvre abondante et peu coûteuse que constituent les immigrants de fraîche date, obligés de se louer par contrat pour rembourser leurs frais de voyage. Après une phase d'assimilation, souvent au contact de compatriotes déjà établis, les immigrants peuvent prétendre à des emplois plus qualifiés et mieux payés. Ils ont aussi l'espoir de se mettre très vite à leur compte, en profitant des terres à bon marché de l'Ouest, ou en tentant leur chance comme chercheurs d'or en Californie.
À chaque grande crise en Europe, les États-Unis voient arriver sur leur territoire en grand nombre les populations persécutées pour leurs idées, comme les révolutionnaires de 1848, ou victimes de catastrophes naturelles, comme les Irlandais après la Grande famine de 1847. En 1855 aux États-Unis, Castel Garden, un des théâtres les plus prestigieux est devenu le bureau de l’immigration de l’État de New York et le foyer est aménagé pour les visites médicales. Les migrants mettent environ six heures à s’inscrire au bureau de l’immigration et à passer la visite médicale. Si tout est en ordre ils franchissent alors la passerelle en bois qui mène à Manhattan où les attend une foule de gens empressés de les prendre en charge.
L'intégration des immigrants ne va pas de soi. Dans les années 1840-1850, le Nord connaît même un puissant mouvement de sociétés secrètes xénophobes, les Know Nothing, et des émeutes opposent les ouvriers anglo-saxons aux Irlandais catholiques. Mais le Parti démocrate étend son patronage à ces nouveaux venus, qui forment une masse électorale active. Les milieux d'affaires veillent à maintenir le flux migratoire, qui leur assure une main-d'œuvre à bon marché.

#### Le Sud, une «vieille immigration»
Le Sud est très différent dans sa conception identitaire. Les Blancs du Sud descendent presque uniformément des premières vagues migratoires européennes, Anglo-Écossais et Irlandais protestants, avec un apport d'Anglais catholiques au Maryland, de Français en Louisiane et d'Espagnols en Floride et au Texas. Ils se considèrent comme les héritiers légitimes des Pères fondateurs. L'esclavage, hérité de la période coloniale, est partie intégrante de leur tradition culturelle, ce qui n'est pas du tout le cas pour les gens du Nord, issus de sociétés libres.
Tandis que la population du Sud n'augmente que par sa propre croissance démographique, celle du Nord s'accroît à la fois par les naissances, par l'immigration européenne, et par une forte migration intérieure de Noirs affranchis ou fugitifs (la case de l'oncle Tom), mais aussi de pauvres Blancs du Sud, qui trouvent mal leur place dans une société sudiste hiérarchisée. L'écart de population entre Nord et Sud évolue donc au détriment du second.
Le Sud n’incarne pas l’espoir comme le Nord, il est la tradition, le respect d’une culture aristocratique et conservatrice, où le respect des traditions est le fondement de la société.[réf. nécessaire]

### Un État, deux structures sociales

#### La souplesse de la société du Nord
La société du Nord, dans la première moitié du XIXe siècle, est en majorité rurale. Elle se distingue déjà des sociétés européennes, par son taux élevé d'alphabétisation et par la forte pratique de la démocratie locale, mais l'économie reste en grande partie autarcique : chaque village produit sa nourriture, ses vêtements, ses outils. Cependant, la croissance de l'industrie et du chemin de fer, la pénétration des modèles urbains transforment peu à peu l'Homme à la houe en consommateur moderne. Ce n'est qu'au milieu du XIXe siècle que les grandes villes, la grande industrie, la banque deviennent vraiment les modèles culturels dominants.
La richesse qu’apporte l’industrialisation croît, mais sa répartition est inégalitaire au fil des années.
Au début de la révolution les salaires étaient bons à cause de la relative faiblesse de l’immigration et de la rareté de la main-d’œuvre. Mais à cause des guerres et des famines européennes, des milliers d’Irlandais arrivent dans le Nord, et s’offrent aux industriels. 

Peu à peu, les ouvriers cherchent à s’organiser pour défendre leurs intérêts. Et quand l'industrie ne leur a pas permis de s'installer, ils restent libres de partir conquérir l'Ouest.
Mais, il ne faut pas voir dans cette société du Nord, un paradis pour le pauvre et un idéal de démocratie et de respect de la condition humaine. Nombre de Blancs méprisent tout autant les Noirs que les gens du Sud et dans l’Ouest les Indiens sont massacrés sans remords.

#### Aristocrates et fermiers du Sud
Dans le Sud, près des trois quarts de la population blanche ne possédaient pas d’esclaves et n’étaient pas directement intéressés par l’esclavage. Le recensement de 1860 fait état de 400 000 propriétaires d’esclaves sur une population libre de 8 millions et demi d’individus. La différence entre le nombre de propriétaires et la part de la population concernée, s’explique par le fait qu’il y a des familles entières, et que les cadets, les femmes non mariées ou veuves, les régisseurs, les contremaîtres ou artisans blancs vivent et dépendent de l'esclavage.
Cependant être propriétaire d’esclaves ne signifie pas forcément être planteur. Certains (la majorité) ne possédaient qu’un ou deux esclaves, alors que d’autres en comptaient jusqu’à 2 000. C’est le cas de Hairston en Virginie qui était contraint d’établir une nouvelle plantation tous les ans pour occuper et exploiter l’excédent de cette véritable population. En 1860, la population en esclavage était de 4 millions d’esclaves, un Américain sur sept était la propriété d'un autre Américain.
En tête, vient un groupe restreint de planteurs (300) qui possèdent en moyenne 200 esclaves. Mais à cette aristocratie de plantation, il faut ajouter ceux qui possèdent 50 à 200 esclaves et qui ont droit au titre de planteur ou sont sur le point de l’obtenir. En 1860, on compte 10 500 planteurs.
En dessous de cette aristocratie des planteurs, vient une classe de fermiers qui possèdent 10 à 50 esclaves. Mi-paysans mi-planteurs, on en compte 98 000, et ce sont eux qui forment l’ossature du Sud. La vie, les traditions, la civilisation du Sud, le coton et le tabac, l’esclavage et la plantation représentent pour eux le seul idéal à atteindre.
Restent les 275 000 petits propriétaires, dont chacun possède moins de dix esclaves.
Tous ces fermiers, propriétaires d’esclaves sont non seulement attachés à l’esclavage, parce que l’esclave est la seule main-d’œuvre disponible, mais c’est aussi parce que les esclaves représentent le seul moyen qui peut permettre au fermier de s’élever sur l’échelle sociale.
Il existe également, une grande part de la population blanche qui ne possède pas d’esclave et qui cultive, de leurs propres mains, leur terre. Ces petites fermiers sont plus de 3 millions et se trouvent dans le Haut-sud. Ils espèrent acquérir un ou plusieurs esclaves, mais ce rêve est peu à peu détruit par les lois fédérales qui limitent peu à peu l’importation d’esclaves, pour aboutir à la suppression de ce commerce en provenance d’Afrique. Tous ces paysans sont nettement esclavagistes, même s’ils se sentent méprisés. Les « pauvres blancs », dont le nombre atteint 1 million, se révéleront durant la guerre d’excellents hommes de troupe.
Pour le calcul des sièges de représentant au Congrès, la Constitution détermine qu'un esclave est compté pour 3/5e d'un habitant.

### Le schisme religieux avant la sécession des États
Dès 1844, les Églises font sécession.
Dans le premier tiers du XIXe siècle, les États-Unis sont touchés par un formidable mouvement de renouveau religieux protestant : le second Grand Réveil. Le premier Réveil eut lieu au XVIIIe siècle et contribua à mobiliser les pionniers de l'Amérique pour une marche vers l'indépendance. En ce début de XIXe siècle, quatre grands groupes occupent le paysage religieux américain : les presbytériens (et leurs proches cousins les congrégationalistes), les Épiscopaliens, les Méthodistes et les Baptistes. Tous prennent part au réveil (Revival of religion), mais à différents degrés et sous des formes diverses.
Les Revivalistes représentent deux courants distincts : les Formalistes, comprenant les Presbytériens, les Églises réformées de langue anglaise et la Low Church épiscopalienne ; les Antiréformistes ou populistes, organisations évangéliques à prédominance méthodiste et baptiste.
Les prédicateurs partis de la Nouvelle-Angleterre veulent non seulement réveiller chez le croyant une foi affaiblie et routinière, mais encore l'amener à prendre conscience des maux de la société dans laquelle il vit. Ils mettent l'accent sur l'ordre, la discipline et le rôle de la famille. Leur autre priorité est l'évangélisation des esclaves. Parallèlement, les Églises mènent campagne pour le retour volontaire des Noirs émancipés en Afrique. Cependant, peu de voix s'élèvent contre l'esclavage lui-même. Même si dans le Nord la ferveur aboutit à des campagnes politiques anti-esclavagistes, on observe dans le Sud certains évangélistes qui vont jusqu'à chercher dans la Bible une justification à l'esclavage qu'ils estiment permis par Dieu pour les races « dégradées et inférieures ». Les pasteurs du Sud affirment que l'esclavage est un fardeau pour l'homme blanc mais qu'il est nécessaire de le supporter pour préserver la société de l'anarchie, de l'insurrection et de la décadence morale. Alors que le Nord au sein de ses églises clame que l'esclavage est un péché et appelle à son abolition ou du moins à une émancipation progressive des Noirs. Cependant, le Nord et le Sud se retrouvent sur un même point : le retour des Noirs émancipés en Afrique.
Ce sont les groupes presbytériens qui sont les premiers à condamner de manière officielle et ouverte l'esclavage. Il est déclaré durant une assemblée en 1818 : « Nous considérons l'asservissement volontaire d'une partie de la race humaine par une autre comme une violation du plus sacré et du plus précieux droit de la nature humaine. »
Les seules recommandations d'actions faites par l'assemblée sont le soutien actif des compagnies de colonisation et d'instruction religieuse des populations mises en esclavage. Les Presbytériens, pour des questions doctrinales, se séparent en deux familles, l’une au Nord, l’autre au Sud.
Le scénario suivi par les Méthodistes est le même, à cela près que la division est pour eux beaucoup plus grave. Néanmoins, pendant le réveil, les Méthodistes adoptent une attitude plus modérée vis-à-vis des propriétaires d'esclaves craignant un conflit entre les Églises et un frein au développement de leurs propres institutions. L'Église méthodiste se caractérise par sa diffusion et son caractère national. Les Sudistes furent déterminés au point que la sécession ne rencontra aucune opposition dans les deux camps. Massivement, chaque Église méthodiste dans le Sud confirma et approuva la rupture avec l'Église nationale. Les Baptistes connurent, eux aussi une sécession dans leurs rangs. Certes, contrairement aux autres Églises ils n'avaient pas d'autorité centrale, mais ils connurent la même division entre le Nord et le Sud.

## Un conflit avant la guerre

### Veillée d'armes

#### La lutte des Free Soilers
Les Free Soilers, partisans du sol libre, sont un mouvement beaucoup plus large que les abolitionnistes proprement dit. Ils ne visent pas à une abolition rapide de l'esclavage, mais ils veulent empêcher toute expansion de celui-ci. Ils considèrent les planteurs du Sud comme une aristocratie qui menace les libertés américaines. Ils proposent la distribution des terres fédérales par petites parcelles, gratuitement ou à faible prix, pour favoriser une agriculture familiale de fermiers blancs, alors que le Sud réclame une vente par grandes parcelles, convenant à une agriculture de plantations. Le mouvement Free Soiler sera une des sources du Parti républicain.

#### L'offensive du Sud
Le Sud n'entend pas rester passif et s'accommoder d'une évolution à l'avantage du Nord. Ses politiciens réclament la légalisation de l'esclavage dans les territoires de l'Union, la stricte application des lois contre les esclaves fugitifs, la conquête d'un empire tropical à Cuba et en Amérique centrale qui lui permettrait d'étendre ses domaines de plantation. Peu avant la guerre, certains entrepreneurs reprennent presque ouvertement l'importation d'esclaves d'Afrique, pourtant interdite par les lois américaines et internationales.

#### La bataille du Kansas
Le territoire du Kansas, ouvert au peuplement blanc en 1854, devient un terrain de rivalité entre partisans et adversaires de l'esclavage. Les colons venus du Sud, minoritaires, mais arrivés en premier et soutenus par des groupes armés venus des États proches, imposent leur loi aux colons nordistes de sympathie free soiler. Le Congrès et le président Buchanan finissent par accepter une constitution du Kansas (Constitution de Lecompton), votée dans des conditions douteuses, et qui légalise l'esclavage. Ce recul face à la pression sudiste révolte l'opinion du Nord.

### Deux partis, deux visions des États-Unis

#### Les Républicains
Il est l'un des deux principaux partis politiques des États-Unis, appelé parfois Grand Old Party, le « grand vieux parti ». Le Parti républicain s’est formé en 1854, d’un agglomérat composé d'anciens membres des partis Whig, Free-Soil et Know Nothing, auxquels se sont ajoutés quelques Démocrates du Nord, mécontents de l'attitude de leur parti sur la question de l'esclavage. C’est le refus de l'extension de l'esclavage aux territoires de l'Ouest qui a amené ces militants et ces hommes politiques à se rassembler. À la fin des années 1850, les Républicains devinrent le second parti des États-Unis, acquérant ainsi un équilibre avec les Démocrates. Leur ascension est favorisée par l'inquiétude croissante que provoque, dans le Nord, l'influence des États du Sud à Washington. En 1860, le candidat républicain, Abraham Lincoln, est élu à la présidence. Les États du Sud réagissent à cette élection en faisant sécession de l'Union, ce qui plonge le pays dans la guerre civile.
À la fin du XIXe siècle, la révolution industrielle commence à influer sur les Républicains. Depuis ses débuts, le Parti républicain incarne une certaine image de l'Amérique, nationaliste, protestante et anglo-saxonne, et se prononce en faveur d'un gouvernement fédéral fort. Durant la guerre de Sécession, il tend à remplacer progressivement le Parti démocrate comme représentant privilégié du patronat industriel. Les commandes publiques d'armes et de matériel de guerre, l'achat massif de bons du Trésor, dont le rendement dépend de la victoire finale, contribuent à infléchir cette orientation. Malgré les réticences de certains dirigeants républicains, les orientations politiques du parti reflètent de plus en plus les valeurs industrielles, et les actions des gouvernements républicains encouragent l'émergence d'une économie industrielle centralisée. Dans le même temps, les Républicains manifestent souvent une hostilité à l'égard des vagues d'immigrants d'Irlande et d'Europe de l'Est. Les programmes de campagne républicains prônent, bien souvent, l'intervention de l'État pour interdire ou limiter la consommation d'alcool et réformer les programmes scolaires, en vue de promouvoir certaines valeurs protestantes et américaines face aux menaces suscitées par les nouveaux arrivants, qui se rapprochent du Parti démocrate.
Le Parti démocrate avait été la force hégémonique de la politique américaine jusqu'en 1860, le Parti républicain lui succède à partir de cette date. Pour les anciens combattants nordistes, en majorité ruraux, il représente la force de l'Union et l'identité américaine, alors que le Parti démocrate souffre d'être associé au souvenir de la Confédération et à l'immigration étrangère.

#### Les Démocrates
Les origines du Parti démocrate remontent à la coalition formée autour de Thomas Jefferson dans les années 1790 pour s'opposer à la politique menée par le gouvernement de George Washington. Cette coalition, appelée à l'origine Parti républicain-démocrate, se scinde en deux factions pendant la campagne présidentielle de 1828. L'une d'entre elles, le Parti national-républicain, est absorbée en 1834 par le Parti whig, tandis que l'autre devient le Parti démocrate.

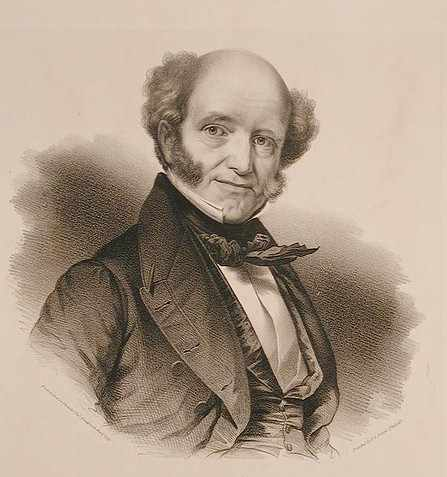
Martin Van Buren.

Dans les années 1830, sous les présidences d'Andrew Jackson (1829-1837) et de Martin Van Buren (1837-1841), le Parti démocrate formule les positions qui le caractérisent jusqu'à la fin du siècle. Les Démocrates souhaitent le recours à la puissance nationale dans les affaires étrangères lorsque les intérêts américains se voient menacés, tandis qu'ils insistent sur le rôle prudent, voire inexistant, que doit jouer l'État en matière de politique économique et sociale. Les électeurs démocrates partagent une méfiance commune à l'égard des interventions du gouvernement dans la vie privée. Les adversaires des Démocrates, les Whigs, croient, pour leur part, à l'utilisation du pouvoir central pour mener une politique de promotion, de régulation et de réforme de la société. Entre 1828 et 1856, les Démocrates gagnent six élections présidentielles sur huit et contrôlent généralement le Congrès. Au milieu des années 1850, sa politique n'inspire plus confiance sur les dossiers de l'immigration, de l'esclavage, du peuplement de l'Ouest, et il est affaibli par plusieurs scandales de corruption.
La question de l'esclavage amène la scission du Parti démocrate. À la présidentielle de 1860, il présente deux candidats rivaux, Douglas dans le Nord et Beckinridge dans le Sud. Cette division contribue à la victoire de Lincoln. Les problèmes du Parti démocrate s'aggravent durant la guerre de Sécession (1861-1865). Alors que les Démocrates du Sud, autour de Jefferson Davis, forment l'armature politique de la Confédération, ceux du Nord sont partagés entre un attachement de principe à l'Union et une opposition à la politique de guerre de Lincoln. Aux élections de 1862 et 1864, les Démocrates copperheads, partisans d'une paix négociée, atteignent des scores élevés, mais ils ne peuvent mettre en échec la majorité républicaine et sa politique de victoire totale contre le Sud.

### Les Compromis, tout pour éviter la Sécession

#### Le Compromis du Missouri (1820)
Comme la culture du coton épuise vite les sols, les planteurs doivent chercher de nouvelles terres à l’ouest. C’est ainsi que trois nouveaux États du sud, la Louisiane, le Mississippi et l’Alabama, demandent et obtiennent le droit de pratiquer l’esclavage.
En 1818, sous la présidence de James Monroe, un territoire de l’ancienne Louisiane française, le Missouri, où vivent déjà 2 000 esclaves, s’apprête à devenir le 23e État des États-Unis. Il demande à son tour le droit de pratiquer l’esclavage. Les représentants des États du nord qui ont besoin de clients et de protection par des droits de douane pour leur industrie naissante sont en opposition avec leurs collègues du sud.
Au Sénat à Washington, l’équilibre précaire entre les onze États esclavagistes du sud et les onze États abolitionnistes du nord est en passe de basculer au profit des premiers, bien que moins peuplés.
Après des débats houleux à la Chambre des représentants et au Sénat, un compromis est convenu le 2 mars 1820 à l’initiative du sénateur du Kentucky Henry Clay, lequel reste connu dans l’Histoire comme le « Grand pacificateur » (the Great compromiser). Un nouvel État anti-esclavagiste, le Maine, est créé par détachement du Massachusetts pour faire contrepoids au Missouri.
Par ailleurs, il est convenu que les futurs États qui seront créés dans l’ancienne Louisiane seront esclavagistes ou abolitionnistes selon qu’ils se situeront au sud ou au nord du 36° 30' parallèle (la frontière sud du Missouri).
Ce compromis va apaiser les tensions mais il sera abrogé en 1854, avec le Kansas-Nebraska Act et sera déclaré inconstitutionnel par la décision de la Cour suprême Scott v. Sandford (statuant sur le cas de l'esclave Dred Scott) en 1857. La question de l’esclavage débouchera alors sur la guerre de Sécession.

#### Le Compromis de 1850
Les débats qui amenèrent à la version définitive du compromis de 1850 furent parmi les plus remarquables de l'histoire des États-Unis. Le Sénat avait dans ses bancs trois géants de la politique américaine: Clay, Webster et Calhoun et aux côtés de ces trois grands hommes se rassemblaient de futurs grandes figures : Stephen A. Douglas, Jefferson Davis (le futur président des États confédérés d'Amérique), William H. Seward et Salmon P. Chase.
Calhoun et Davis s'opposèrent au compromis, car ils voyaient en lui une injustice flagrante pour le Sud. Seward et Chase, s'opposèrent au compromis pour les mêmes raisons que Davis, mais à l'égard du Nord. Webster, le 7 mars plaida : « non comme représentant du Massachusetts, non comme homme du Nord, mais comme Américain », pour l'unité de la nation américaine. Il jugeait qu'une sécession pacifique était impossible, la défense qu'il fit du compromis révolta les anti-esclavagistes radicaux du Nord. Finalement, l'esprit de modération des deux premiers géants triompha. Ainsi, le compromis fut voté.
Pendant trois courtes années, le compromis parvint à mettre de côté et à résoudre les différends qui se posèrent. Une majorité dans les deux partis, qui étaient whig et démocrate, l'appuya sincèrement. Cependant, la tension qui était née entre les deux forces en présence allait en s'aggravant. Les nouvelles lois sur les esclaves fugitifs irritaient les gens du Nord.

### Le combat du Nord

#### La Case de l'oncle Tom
Il n'est pas possible de mesurer avec exactitude l'influence politique du roman La Case de l'oncle Tom. On peut citer les chiffres de vente, mais pas ceux des voix qu'il fit basculer vers l'anti-esclavagisme ni des lois qu'il inspira.
Pourtant, aucun des contemporains ne doutait du pouvoir qu'il exerça. « On n'a jamais vu un pareil coup de main littéraire », assura un poète américain[réf. nécessaire]. Durant l'été 1862, alors qu'il était aux prises avec le problème de l'esclavage, Abraham Lincoln l'emprunta à la bibliothèque du Congrès. Pour comprendre La Case de l'oncle Tom, il se fit présenter la documentation sur lequel l'auteure,  Harriet Beecher Stowe, avait basé son roman. Lorsque Lincoln fit la connaissance de l'auteur un peu plus tard cette année-là, il la salua, dit-on, par ces mots : « Ainsi, voila le petit bout de femme qui a écrit le livre auquel nous devons cette grande guerre ».
Les Sudistes furent piqués au vif. En dépit des efforts faits pour interdire le livre dans les États esclavagistes, les exemplaires s'arrachaient si bien que les libraires étaient incapables de satisfaire la demande.

#### L’affaire Dred Scott, une bataille légale
Dred Scott est né esclave autour de 1800 en Virginie. Il avait été esclave d'un médecin major de l'armée qui avait quitté le Missouri entre 1830 et 1840, pour rester plusieurs années dans le nord des régions faisant partie de l'achat de la Louisiane et l'avait emmené avec lui. Dred Scott épouse une esclave, appartenant à ce même médecin. C'est sur un territoire déclaré libre qu'elle mit au monde une fille en regagnant le Missouri où leur maître les renvoyait.
Après la mort de son maître, sa veuve Irène hérita de ses esclaves. En 1846, des amis blancs de Dred Scott, à Saint-Louis, lui conseillèrent d'intenter un procès pour réclamer sa libération, en faisant valoir qu'il avait longtemps résidé dans un territoire libre. Scott suivit cet avis. Dans un premier temps, sa plainte fut rejetée car il n'était pas considéré comme un citoyen. En 1850, il est libéré et réduit à nouveau à l'esclavage en 1852. L'affaire commençait à prendre un caractère politique. La Cour suprême de l'État cédait à des pressions esclavagistes en dépit des précédents exemples d'esclaves noirs libérés se trouvant dans la même situation que Scott. L'affaire passa devant la Cour fédérale des États-Unis. Les Sudistes étaient en majorité à la Cour suprême des États-Unis.

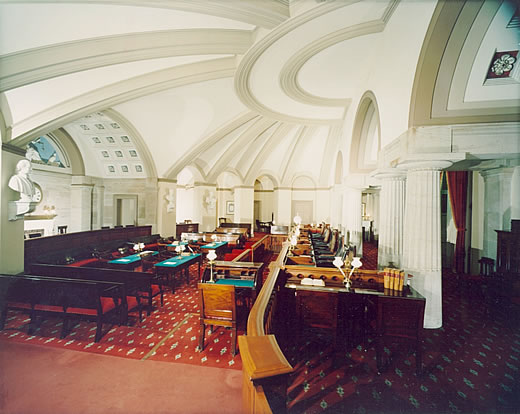
L'Old Supreme Court Chamber, salle du Capitole à Washington, où siégea la Cour suprême de 1819 à 1859 (le bâtiment qui l'abrite actuellement ne sera construit qu'en 1935).

Trois grandes questions se posaient à la Cour :
- En tant que Noir, Scott était-il un citoyen jouissant du droit d'intenter des poursuites devant les tribunaux fédéraux ?
- Sa résidence prolongée dans un État et un territoire libres (deux ans dans chacun) l'avait elle émancipé ?
- Le territoire de sa résidence (Fort Snelling) était-il, en fait, un territoire libre - en d'autres termes, le Congrès avait-il eu le droit, en 1820, d'interdire l'esclavage dans les territoires situés au nord du 36° 30' de latitude ?

Une fois, la Cour suprême des États-Unis avait déjà refusé un appel interjeté contre la Cour suprême du Kentucky, laquelle avait décidé que les esclaves du Kentucky, emmenées provisoirement dans l'Ohio restaient des esclaves conformément à la loi en vigueur dans le Kentucky.
Le 14 février 1857, une majorité de juges vota, réaffirmant la jurisprudence Strader (en) (1851), et en resta là, mais quelques jours plus tard, cette même majorité résolut d'émettre un jugement détaillé pour couvrir tous les aspects de l'affaire. Deux juges non démocrates comptaient affirmer que Scott était libre et que les Noirs étaient des citoyens à part entière.
L'arrêt est du 6 mars 1857, il reconnaît que Dred Scott comme tous les esclaves qui sont nés dans un État esclavagiste, ne pouvait obtenir son émancipation par le fait d’avoir résidé dans un État libre. C’est donc l’État de naissance qui fait qu’une personne soit libre ou non.
Après cette affaire, les « réseaux » fonctionnèrent à plein rendement et la question esclavagiste devient publique.

#### Les «réseaux», une lutte clandestine
Les habitants du Nord, qui dans une large majorité défendaient l'idée anti-esclavagiste, se refusèrent à offrir leurs services et leur aide aux marshals. Ces agents fédéraux, qui en vertu des nouvelles lois se lançaient à la poursuite des esclaves fugitifs. Les anti-esclavagistes organisèrent le Chemin de fer clandestin (Underground Railroad en anglais). Ce « chemin » permettait d'aider et de cacher les fugitifs pour les faire convoyer vers le Canada. D'autres, mais une minorité, furent emmenés clandestinement par bateaux vers le Canada se protégeant ainsi de l'action des agents fédéraux.
C'est cette même loi qui inspira Harriet Beecher Stowe pour rédiger La Case de l'oncle Tom.
En 1854, la question des territoires esclavagistes réapparut. Devant cet enveniment, une nouvelle génération de chefs politiques montèrent à la tête de l'un et de l'autre parti politique. Les radicaux étaient déterminés à se défaire de ce compromis qu'ils jugeaient injuste et qui leur fermait toute la vallée supérieure du Missouri. Lorsqu'ils commencèrent à passer aux actes, le Nord se dressa contre. Le Sud avait l'obligation de s'organiser pour lutter contre les fuites car la totalité des États du Sud avaient une frontière avec le Nord libre et la fuite se veut rarement temporaire et locale : il s'agit bien de gagner par tous les moyens la Terre promise.
Il est difficile d'estimer avec précision l'ampleur de cette fuite. Le nombre serait de 50 000 à 100 000 esclaves pour toute la période qui précède la guerre de Sécession. Le Nord aida les esclaves en fuite par le moyen de l'Underground railroad. Il fut mis en place au cours des années 1850. Les évadés se déplacent de gare en gare, nom donnés aux divers refuges, conduits en cela par des « chefs de train », c'est-à-dire des personnes qui les aident et les guident. Dans les années qui précèdent la guerre civile, la fuite vers le nord et le fonctionnement du chemin de fer souterrain font l'objet de récits autobiographiques : les abolitionnistes font publier de nombreux témoignages sous forme d'articles de journaux et de livres. Les esclaves en fuite sont majoritairement des hommes seuls, mais durant la guerre ce seront des familles entières qui partiront vers le Nord.

### L’élection de Lincoln, le début de la Sécession

Abraham Lincoln.

L'élection présidentielle de 1860 est une des plus disputées de l'histoire américaine, avec quatre candidats importants : Abraham Lincoln (Républicain du Nord), Douglas (Démocrate du Nord), Beckinridge (Démocrate du Sud) et Bell (Union constitutionnelle, Sud). C'est la seule élection américaine où les votes régionaux ont été aussi opposés : Lincoln n'a quasiment aucune voix dans le Sud et Beckinridge, le champion des esclavagistes, quasiment aucune dans le Nord.
Fils de paysans pauvres du Kentucky, avocat à Springfield dans l'Illinois, Lincoln apparaît comme le champion des classes populaires du Nord, l'ennemi à la fois des grands planteurs du Sud et des hommes d'affaires corrompus qui dominent le Parti démocrate. Son origine régionale lui attire le vote de la région des Grands Lacs, jusque-là acquis aux Démocrates. La plupart de ses électeurs votent pour lui par rejet des anciennes élites plus que par sympathie raisonnée pour la cause noire.

#### Lincoln et l'esclavage: une conviction de longue date
La victoire de Lincoln est vécue comme une menace imminente par le Sud, car, malgré ses déclarations prudentes, il est soutenu par les ligues abolitionnistes. Il n'a jamais caché son aversion pour l'institution particulière: « L'achat et la vente d'êtres humains, déclare-t-il, est une honte pour le pays, une malédiction pesant sur l'expérience américaine. » Comme représentant de l'Illinois, il a déposé une proposition de loi pour abolir l'esclavage dans le district de Columbia - qui abrite la capitale Washington. Les Sudistes, hostiles à son projet, y voient une attaque yankee, qui prépare le chemin à une loi nationale d'abolition.
Frappé par le spectacle des heurts qu'il provoque entre députés, Lincoln annonce que « l'esclavage est une violation totale du droit sacré de l'homme à se gouverner ; la question de l'esclavage  peut empoisonner toute raison et pousser les Américains blancs jusqu'aux marges de la violence ».
La suppression du compromis du Missouri en 1857 provoque une grosse agitation dans l'ensemble du pays et agrandit le fossé qui sépare partisans et adversaires de l'esclavage.
Dans un nouveau discours, prononcé devant une salle comble, il lance un appel solennel à toutes les bonnes volontés. Pour mener sa campagne avec efficacité, il aspire à être élu au sénat des États-Unis. En février 1855, il manque de peu la victoire, ayant préféré se désister en faveur d'un candidat mieux placé pour barrer la route à un adversaire démocrate. Cependant, les mois passent et l'agitation ne fait que croître. Dans certains territoires, comme celui du Kansas, partisans et adversaires de l'abolition sont sur le point d'entamer une lutte armée.
Le 20 février 1856, Lincoln prend l'initiative de convoquer une convention qui se réunira quelques semaines plus tard à Bloomington dans l'Illinois et prendra le nom officiel de « Parti républicain ». La détermination de Lincoln et son pouvoir de persuasion lui rallient de nombreux partisans, y compris parmi les Démocrates qui abandonnent leur ancien parti pour le nouveau. L'élection présidentielle devant avoir lieu l'année suivante, Lincoln redouble d'activité, multipliant les discours, dans lesquels il démontre l'illogisme de l'esclavage. Lors de l'élection présidentielle, c'est tout de même Buchanan, un Démocrate, qui l'emporte, mais dans l'ensemble des États, le Parti républicain arrive juste derrière le Parti démocrate, ce qui est un signe encourageant pour une nouvelle formation politique. Pendant une année, Lincoln va se consacrer à son cabinet d'avocat, mais dès 1858, il est en campagne pour les élections : l'État de l'Illinois doit renouveler une partie de ses députés à la Chambre des représentants, ceux-ci devant ensuite choisir deux parlementaires qui iront siéger au Sénat à Washington. Le climat de violence entre esclavagistes et abolitionnistes est en recrudescence. Lincoln ne parvient pas à renverser la majorité démocrate à la Chambre des représentants de l'Illinois.

#### Les limites d'une conviction
Pourtant, Abraham Lincoln n'échappe pas totalement aux préjugés de son temps. Il ne croit pas les Noirs pleinement assimilables dans la société américaine, et s'il est prêt à leur consentir des droits économiques et sociaux, il refuse l'idée d'en faire des citoyens de plein droit, électeurs et membres de jurys. Il souhaite l'extinction de l'esclavage, mais il l'envisage comme une évolution lente, avec peut-être un retour massif des Noirs libérés vers l'Afrique. Pour lui, la liberté américaine est indissociable de son fond culturel européen.[réf. nécessaire]

### Filmographie
- Amistad, de Steven Spielberg (1998).
- Louisiane, de Philippe de Broca (1984).

#### Historiographie
- Beale, Howard K., "What Historians Have Said About the Causes of the Civil War, " Social Science Research Bulletin 54, 1946.
- Boritt, Gabor S. ed. Why the Civil War Came (1996).
- Crofts Daniel. Reluctant Confederates: Upper South Unionists in the Secession Crisis (1989), p. 353-82 and 457-80.
- Foner, Eric. "The Causes of the American Civil War: Recent Interpretations and New Directions." In Beyond the Civil War Synthesis: Political Essays of the Civil War Era, edited by Robert P. Swieringa. 1975.
- Kornblith, Gary J., "Rethinking the Coming of the Civil War: A Counterfactual Exercise". Journal of American History 90.1 (2003) : 80 pars. Historiographie détaillée ; Disponible en ligne.
- Pressly, Thomas. Americans Interpret Their Civil War (1966), classe les historiens en écoles d'interprétations.
- SenGupta, Gunja. “Bleeding Kansas: A Review Essay.” Kansas History 24 (hiver 2001/2002): 318-341..
- Woodworth, Steven E. ed. The American Civil War : A Handbook of Literature and Research (1996), 750 pages d'historiographie ; Voir la partie IV pour les causes.

#### Selon l'une des écoles d'interprétations
- Craven, Avery, The Repressible Conflict, 1830-61 (1939)
  - The Coming of the Civil War (1942)
  - , "The Coming of the War Between the States, " Journal of Southern History 2 (August 1936) : 30-63; in JSTOR
- Donald, David. "An Excess of Democracy: The Civil War and the Social Process" in David Donald, Lincoln Reconsidered: Essays on the Civil War Era, 2d ed. (New York : Alfred A. Knopf, 1966), 209-35.
- Holt, Michael F. The Political Crisis of the 1850s. (1978).
- Randall, James G. "A Blundering Generation, " Mississippi Valley Historical Review 27 (juin 1940): 3-28 in JSTOR.
- James G. Randall. The Civil War and Reconstruction. (1937).
- Pressly, Thomas J. "The Repressible Conflict, " chapter 7 of Americans Interpret Their Civil War (Princeton : Princeton University Press, 1954).
- Ramsdell, Charles W. "The Natural Limits of Slavery Expansion, " Mississippi Valley Historical Review, 16 (septembre 1929), 151-71.Disponible en ligne.

#### Économie et modernisation
- Charles A. Beard, et Mary Beard. The Rise of American Civilization. Two volumes. (1927), affirment que l'esclavage fut un facteur mineur.
- Huston, James L. Calculating the Value of the Union : Slavery, Property Rights, and the Economic Origins of the Civil War. (2003).
- Luraghi, Raimondo, "The Civil War and the Modernization of American Society: Social Structure and Industrial Revolution in the Old South .Before and During the War, " Civil War History XVIII (septembre 1972). in JSTOR.
- McPherson, James M. Ordeal by Fire : the Civil War and Reconstruction. (1982). Interprétation moderne.
- Moore, Barrington. Social Origins of Dictatorship and Democracy. (1966).

#### Nationalisme et culture
- Crofts Daniel. Reluctant Confederates : Upper South Unionists in the Secession Crisis (1989).
- Current, Richard. Lincoln and the First Shot (1963).
- Allan Nevins.
  - Ordeal of the Union 2 vols. (1947) couvre la période 1850-57.
  - The Emergence of Lincoln, 2 vols. (1950) couvre la période 1857-61.
- Olsen, Christopher J. Political Culture and Secession in Mississippi : Masculinity, Honor, and the Antiparty Tradition, 1830-1860" (2000), cultural interpretation.
- Potter, David The Impending Crisis 1848-1861. (1976), Pulitzer Prize-winning history emphasizing rise of Southern nationalism.
- Potter, David M. Lincoln and His Party in the Secession Crisis (1942).
- Miller, Randall M., Harry S. Stout, and Charles Reagan Wilson, eds. Religion and the American Civil War (1998).

#### L'esclavage comme facteur de sécession
- Ashworth, John
  - Slavery, Capitalism, and Politics in the Antebellum Republic. (1995).
  - "Free labor, wage labor, and the slave power : republicanism and the Republican party in the 1850s, " in Melvyn Stokes and Stephen Conway (eds), The Market Revolution in America: Social, Political and Religious Expressions, 1800-1880, p. 128-46. (1996).
- Donald, David et al. The Civil War and Reconstruction (latest edition 2001); 700 pages.
- Fellman, Michael et al. This Terrible War : The Civil War and its Aftermath (2003), 400-pages.
- Eric Foner
  - Free Soil, Free Labor, Free Men: the Ideology of the Republican Party before the Civil War. (1970, 1995).
  - Politics and Ideology in the Age of the Civil War. New York: Oxford University Press. (1981).
- Freehling, William W. The Road to Disunion : Secessionists at Bay, 1776-1854 1991.
- Gienapp William E. The Origins of the Republican Party, 1852-1856 (1987).
- McPherson, James M. Battle Cry of Freedom: The Civil War Era. (1988), trad. frse "La Guerre de Sécession", Robert Laffont, 1991.
- Morrison, Michael. Slavery and the American West : The Eclipse of Manifest Destiny and the Coming of the Civil War (1997).
- Rhodes, James Ford History of the United States from the Compromise of 1850 to the McKinley-Bryan Campaign of 1896 Volume : 1. (1920), highly detailed narrative 1850-56. vol 2 1856-60.
- Arthur Schlesinger, Jr. "The Causes of the Civil War" (1949) republié dans The Politics of Hope (1963).
- Stampp, Kenneth M. America in 1857  A Nation on the Brink (1990).
- Stampp, Kenneth M. And the War Came : The North and the Secession Crisis, 1860-1861 (1950).